# Villenauxe-la-Petite
Villenauxe-la-Petite is een gemeente in het Franse departement Seine-et-Marne (regio Île-de-France) en telt 372 inwoners (1999). De plaats maakt deel uit van het arrondissement Provins.

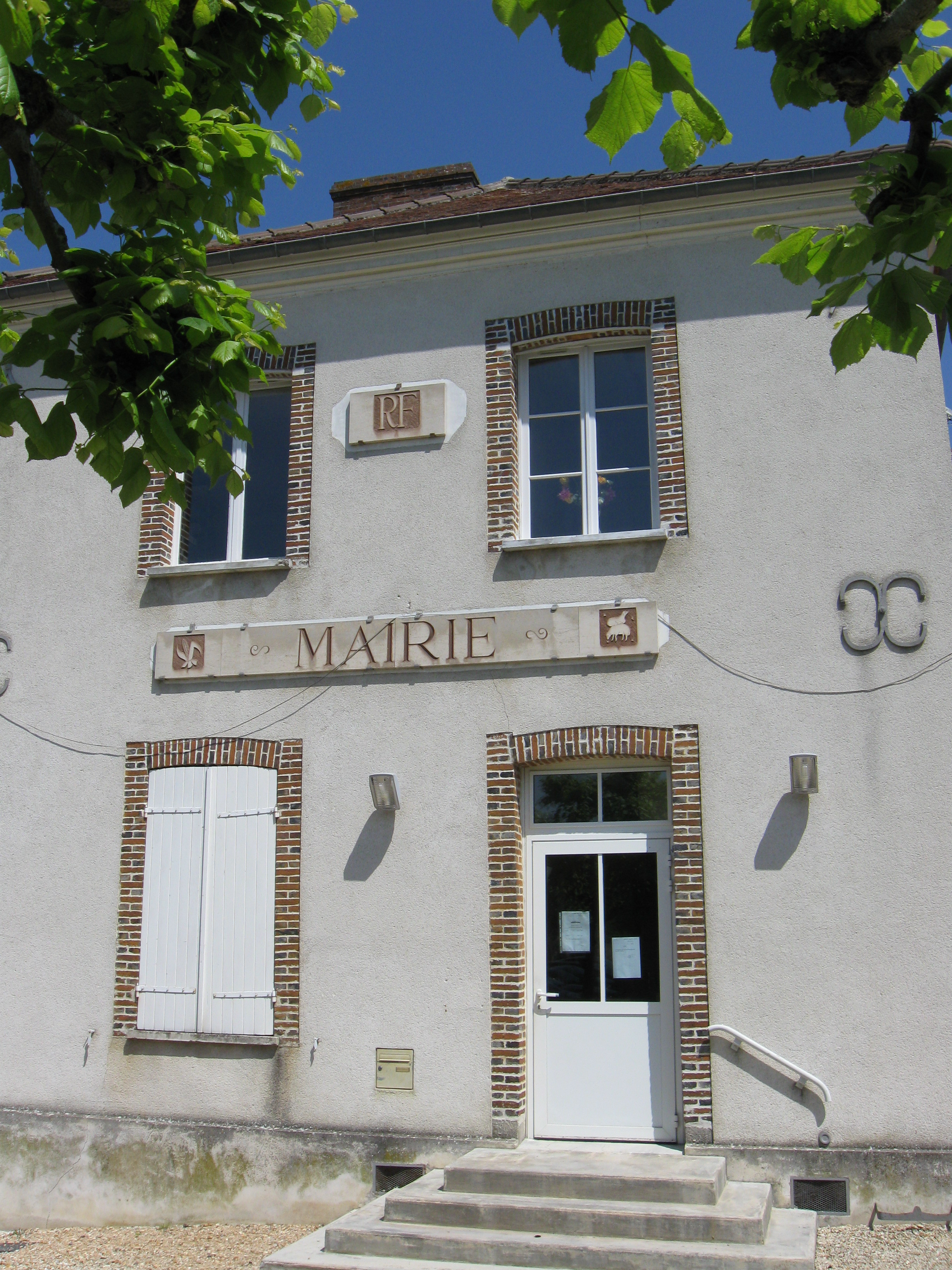
Gemeentehuis
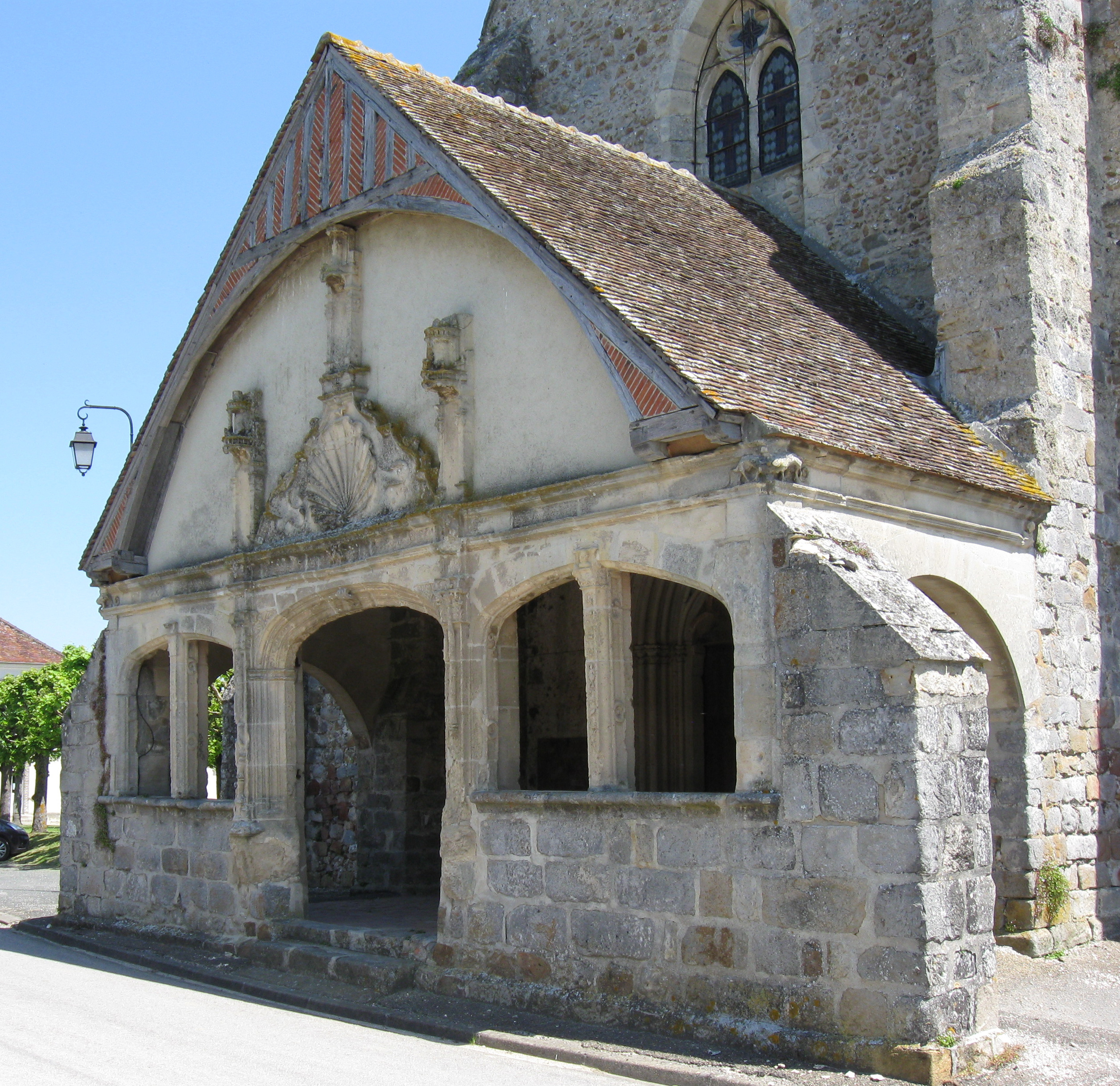
Kerk in Villenauxe-la-Petite
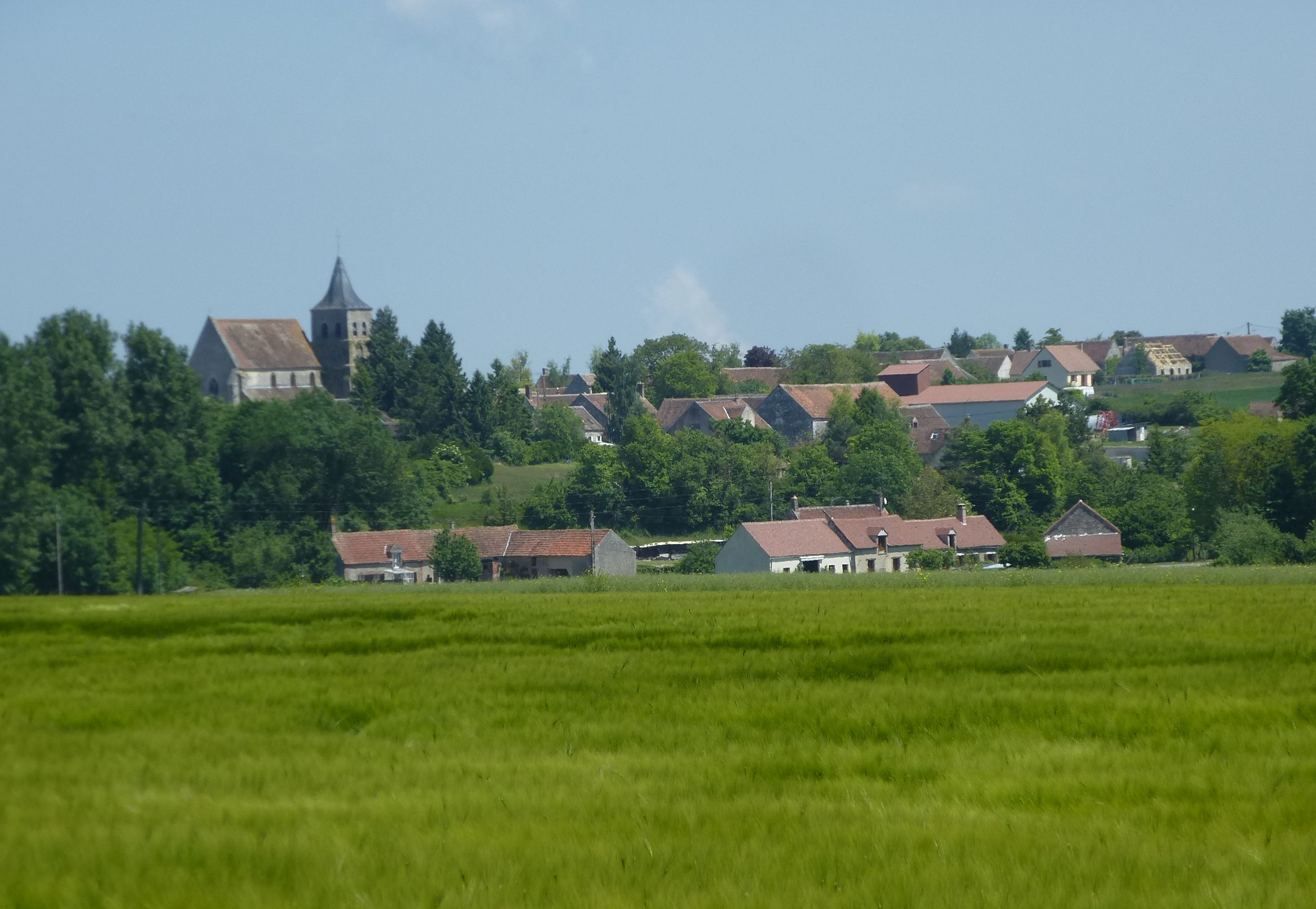
Villenauxe-la-Petite

## Geografie
De oppervlakte van Villenauxe-la-Petite bedraagt 20,8 km², de bevolkingsdichtheid is 17,9 inwoners per km².
De onderstaande kaart toont de ligging van Villenauxe-la-Petite met de belangrijkste infrastructuur en aangrenzende gemeenten.

## Demografie
Onderstaande figuur toont het verloop van het inwonertal (bron: INSEE-tellingen).